# Клей, Генрих
Генрих Клей (нем. Heinrich Kley; 15 апреля 1863, Карлсруэ— 8 февраля 1945, Мюнхен)— немецкий иллюстратор и художник.

## Жизнь и творчество
Генрих Клей был сыном ювелира Теодора Клея (1831–1870) и его супруги Эммы, урождённой Роос (1841–1908). В период с 1880 по 1885 год он обучался в Карлсруэской художественной школе под руководством художника Фердинанда фон Келлера, с перерывом на кратковременное обучение в Мюнхене. Первую известность Клей получил благодаря выпуску лепорелло-альбома с изображением исторического шествия, а также иллюстрациям к праздничной хронике, посвящённой 500-летнему юбилею Гейдельбергского университета (1886).
На рубеже веков Клей стремился – не в последнюю очередь из-за экономической необходимости - получать государственные и частные заказы в окрестностях своего родного Бадена. Об этом свидетельствуют два ныне утраченных настенных панно — Открытие алтаря Меркурия на Большом Штауфене (Die Einweihung des Merkur-Altars auf dem großen Staufen) и Прогулка кайзера Вильгельма I и императрицы Августы по аллее Лихтенталер в Баден-Бадене (Spazierfahrt Kaiser Wilhelms I. und Kaiserin Augustas auf der Lichtenthaler Allee in Baden-Baden), созданные для здания имперской почты в Баден-Бадене (1891), а также монументальная картина Гейдельбергское летнее шествие (Heidelberger Sommertagszug) для городской ратуши Гейдельберга (1902). Эти работы демонстрируют его активность в области исторической и жанровой живописи. Несмотря на разнообразную деятельность — в том числе как газетного иллюстратора, участника художественных выставок в Карлсруэ, Мюнхене и Берлине, сооснователя Карлсруэского художественного союза — Клею лишь частично удалось утвердиться в художественной жизни Карлсруэ.
Важную роль в его дальнейшей карьере сыграл заказ, полученный от карлсруэской придворной художественной галереи «Вельтен». В 1897–1898 годах он создал для неё более 100 акварелей с видами немецких городов. Эти работы были воспроизведены в виде цветных открыток и получили широкое распространение. Особую ценность они представляли благодаря точному и одновременно атмосферному изображению сцен, что принесло художнику репутацию мастера топографических сюжетов.
В 1901 году на открытки Клея обратила внимание литейная фабрика Krupp в Эссене, которая заказала у него серию акварелей с изображением производственных объектов предприятия. Особого упоминания заслуживают сцены изнутри заводских цехов, такие как выпуск стали из печи, литьё 50-тонной заготовки из двух ковшей, а также тигельное литьё в плавильном корпусе. Эти произведения с документальной точностью и в то же время в свободной, импрессионистской манере визуализируют производственные процессы, обычно скрытые от постороннего взгляда, передавая атмосферу, насыщенную мощью машин, напряжённым трудом человека и необузданной энергией стихийных сил. Акварели Клея использовались компанией Friedrich Krupp AG в качестве иллюстраций в представительных юбилейных изданиях и корпоративных альбомах, а также воспроизводились в виде открыток, что быстро принесло художнику известность в индустриальных кругах. В период между 1911 и 1914 годами Клей создал картину маслом Крупповские дьяволы (Die Krupp'schen Teufel), которая в настоящее время экспонируется в Вестфальском государственном музее индустриальной культуры в Генрихсхютте (Хаттинген). В последующие годы Клей стал востребованным художником промышленной тематики и до конца жизни получал заказы от таких компаний, как MAN, Grün & Bilfinger и Voith.
Широкой публике имя Генриха Клея стало известно благодаря его сотрудничеству с мюнхенским сатирическим журналом Simplicissimus. Издатель издания, Альберт Ланген, обратил внимание на художника по рекомендации народного актёра Конрада Дрера и начиная с 1908 года начал публиковать в журнале его юмористические, сатирические и гротескные рисунки, изначально созданные Клеем для собственного удовольствия. Около 350 таких работ были впоследствии изданы в четырёх альбомах издательства Альберта Лангена: Skizzenbuch (1909), Skizzenbuch II (1910), Leut’ und Viecher (1912) и Sammelalbum (1923). В этих произведениях Клей с технической виртуозностью, остроумной выразительностью и глубоким психологизмом изображает вечные человеческие черты и ситуации, нередко прибегая к аналогиям между людьми и животными. Благодаря этому большинство его художественных находок не утратили своей актуальности и в наши дни.
Мгновенный успех вдохновил Клея на переезд в Мюнхен в 1909 году. Здесь он стал сотрудником журнала Jugend, получил многочисленные заказы на оформление книг и вступил в чрезвычайно успешное деловое партнёрство с галеристом Францем Йозефом Браклем.
Первая мировая война стала переломным моментом в жизни и творчестве Клея. Он прекратил сотрудничество с журналами Simplicissimus и Jugend, всё больше времени уделял уходу за своей тяжело больной супругой Теофанией (1861–1922) и постепенно отдалялся от друзей и знакомых.
В начале Веймарской республики Клей вновь оказался в центре внимания. Возобновлённая работа с различными журналами, а также деятельность в качестве книжного иллюстратора были в первую очередь продиктованы финансовыми трудностями, поскольку в годы войны художник в основном жил за счёт доходов от сотрудничества с Браклем. Однако со временем Клей начал ощущать, что партнёрство стало невыгодным для него, и в середине 1920-х годов между ними произошёл разрыв.
Смерть супруги Теофании в 1922 году и потеря всех сбережений в результате гиперинфляции погрузили Клея в глубокий кризис, из которого он восстанавливался лишь постепенно. Основным источником занятости и средств к существованию для него с этого момента стали заказы от промышленности. Художник преимущественно изображал массивные машинные установки, строительные площадки крупного масштаба и мостовые конструкции — сюжеты, отличающиеся ярко выраженной технической направленностью. Не в последнюю очередь под влиянием этих тем в его творчестве прослеживается приближение к эстетике Новой вещественности.
Новый жизненный импульс Клей обрел благодаря своей второй супруге Эмили (1878–1970), на которой он женился в 1928 году. Она стала для него преданной, чуткой и деятельной спутницей жизни, сохранившей память о нём ещё долгое время после его смерти.
С началом эпохи национал-социализма имя Клея постепенно исчезло из публичного пространства. Всего за несколько недель до прихода нацистов к власти Simplicissimus опубликовал его карикатуру, которая, несмотря на внешнюю безобидность, была однозначно направлена против национал-социалистов. Чтобы избежать репрессий и не подчиняться требованиям всё более унифицированной прессы, Клей внезапно прекратил сотрудничество со всеми журналами. Необходимое для продолжения профессиональной деятельности в качестве художника вступление в Имперскую палату изобразительных искусств (Reichskammer der bildenden Künste) произошло лишь в 1938 году, то есть сравнительно поздно (с 1935 года членство в этой организации стало обязательным для всех художников в Германии). После этого он оказался под наблюдением государственных органов: несмотря на одобрение его индустриальных мотивов, его юмористические, сатирические и гротескные перьевые рисунки вызывали серьёзное недоверие. В 1939 году Имперская палата литературы включила изданный в 1923 году Sammelalbum в список вредной и нежелательной литературы. Было приказано изъять появляющиеся экземпляры, а печатные формы, хранившиеся в издательстве Альберта Лангена, — уничтожить. Чтобы не попасть в ещё более глубокую орбиту следственных действий и сохранить свою репутацию первоклассного живописца индустриальных сюжетов, Клей в последние годы жизни, мобилизуя все силы, создал ещё несколько крупноформатных полотен на соответствующие темы. В одном из писем он писал об этом с иронией: «Я пишу бессмертные масляные полотна с половины пятого утра до семи вечера, чтобы в самый последний момент ещё успеть сорвать необходимые лавры.»
Генрих Клей скончался незадолго до окончания Второй мировой войны в больнице Нимфенбурга в Мюнхене.

## Признание
Хотя Генрих Клей никогда не был в США, его рисунки, опубликованные до Первой мировой войны в журнале Simplicissimus и ставшие легко доступными благодаря альбомам издательства Альберта Лангена, приобрели там удивительную популярность и получили широкое признание.
Уже в середине 1920-х годов журнал "The Golden Book Magazine" опубликовал несколько десятков работ Клея, правда, без его ведома. В 1941 и 1948 годах калифорнийский издатель Эмануэль Борден выпустил два библиофильских тома рисунков Клея, выполненных пером и тушью, которые он собрал из альбомов издательства Альберта Лангена. Ко второму изданию художник Жорж Грос, эмигрировавший в США из Германии в 1933 году, написал предисловие, в котором выразил свое восхищение работами Клея, известными ему со студенческих времен. В 1961 и 1962 годах в нью-йоркском издательстве Dover были опубликованы два тома, которые и по сей день продаются в книжных магазинах, со всеми рисунками из альбомов издательства Альберта Лангена.
Наиболее известным поклонником Генриха Клея, пожалуй, был мультипликатор Уолт Дисней. Его сотрудники Джо Грант и Альберт Хуртер обратили внимание Диснея на перьевые рисунки Клея в конце 1930-х годов, и он мгновенно распознал их потенциал в качестве источника вдохновения для собственных кинопроектов. Особенно ярко это проявилось в фильме Фантазия (1940). Множество персонажей и сюжетных мотивов в эпизодах Пастораль, Танец часов и Ночь на Лысой горе были бы немыслимы без влияния Клея. Также и фильмы Дамбо (1941) и Книга джунглей (1967) во многом обязаны творчеству художника, к тому времени уже почти забытого у себя на родине. В телевизионном интервью 1964 года Дисней признался:
Без замечательных рисунков Генриха Клея я не смог бы проводить занятия в школе искусств для своих аниматоров

Оригинальный текст (англ.)Without the wonderful drawings of Heinrich Kley I could not conduct my artschool classes for my animatorsУолт Дисней

## Выставки
- 2011: Генрих Клей - Мастер рисования пером в контексте своего времени, Вилла Штука, Мюнхен
- 2011: Генрих Клей - Мастер рисования пером в контексте своего времени, Немецкий музей карикатуры и рисования Вильгельма Буша, Ганновер